# Silene manissadjianii
Silene manissadjianii är en nejlikväxtart som beskrevs av Josef Franz Freyn. Silene manissadjianii ingår i släktet glimmar, och familjen nejlikväxter. Inga underarter finns listade i Catalogue of Life.